# Peacock Alley (restaurant)
Peacock Alley was een restaurant dat sinds 1999 gevestigd was in het Fitzwilliam Hotel aan St. Stephen’s Green, Dublin, County Dublin, Ierland. Daarvoor was het restaurant gevestigd aan Baggot Street en South William Street.
Het was een kwaliteitsrestaurant dat één Michelinster had in de periode 1998 tot en met 2002.
De chef-kok van Peacock Alley was Conrad Gallagher.
Na een beschuldiging van diefstal sloot Gallagher het restaurant en vertrok naar de Verenigde Staten. Hier huwde hij met een Amerikaanse en opende de bar Traffic in Manhattan. Hij verscheen niet voor zijn rechtszaak in Dublin in oktober 2002 vanwege mogelijke problemen met zijn naturalisatie-aanvraag. Ondanks een arrestatiebevel werd hij later door het gerechtshof van Dublin vrijgesproken van alle aanklachten wegens diefstal van schilderijen ter waarde van €13.000 uit Dublin's Fitzwilliam Hotel. Gedurende het proces kwam aan het licht dat Gallagher geen goedgekeurde jaarrekeningen van zijn restaurant kon overleggen.

## Varia
- Kevin Thornton, chef-eigenaar van sterrenrestaurant Thornton's, vestigde zijn tweesterrenrestaurant (dat voordien gevestigd was aan Portobello Road), volgens huurovereenkomst met het hotel, daarop in het voormalige sterrenrestaurant Peacock Alley nadat het Fitzwilliam Hotel de huurovereenkomst met Conrad Gallagher had ontbonden.[7]